# طامحة (اسم)
طامحة هو اسم علم مؤنث من أصل عربي، ومعناه هو المائلة ثقلًا وعقلًا وحلمًا الغالبة على غيرها رجاحة،.

## الأصل اللغوي
- أصلها طمَح ومعناها الشخصُ الذي يتطلّع إلى تحقيق هدف بعيد

## وصلات خارجية
- موسوعة السلطان قابوس لأسماء العرب نسخة محفوظة 5 أبريل 2019 على موقع واي باك مشين.